# Svenska humanistiska förbundet
Ej att förväxla med Humanisterna.

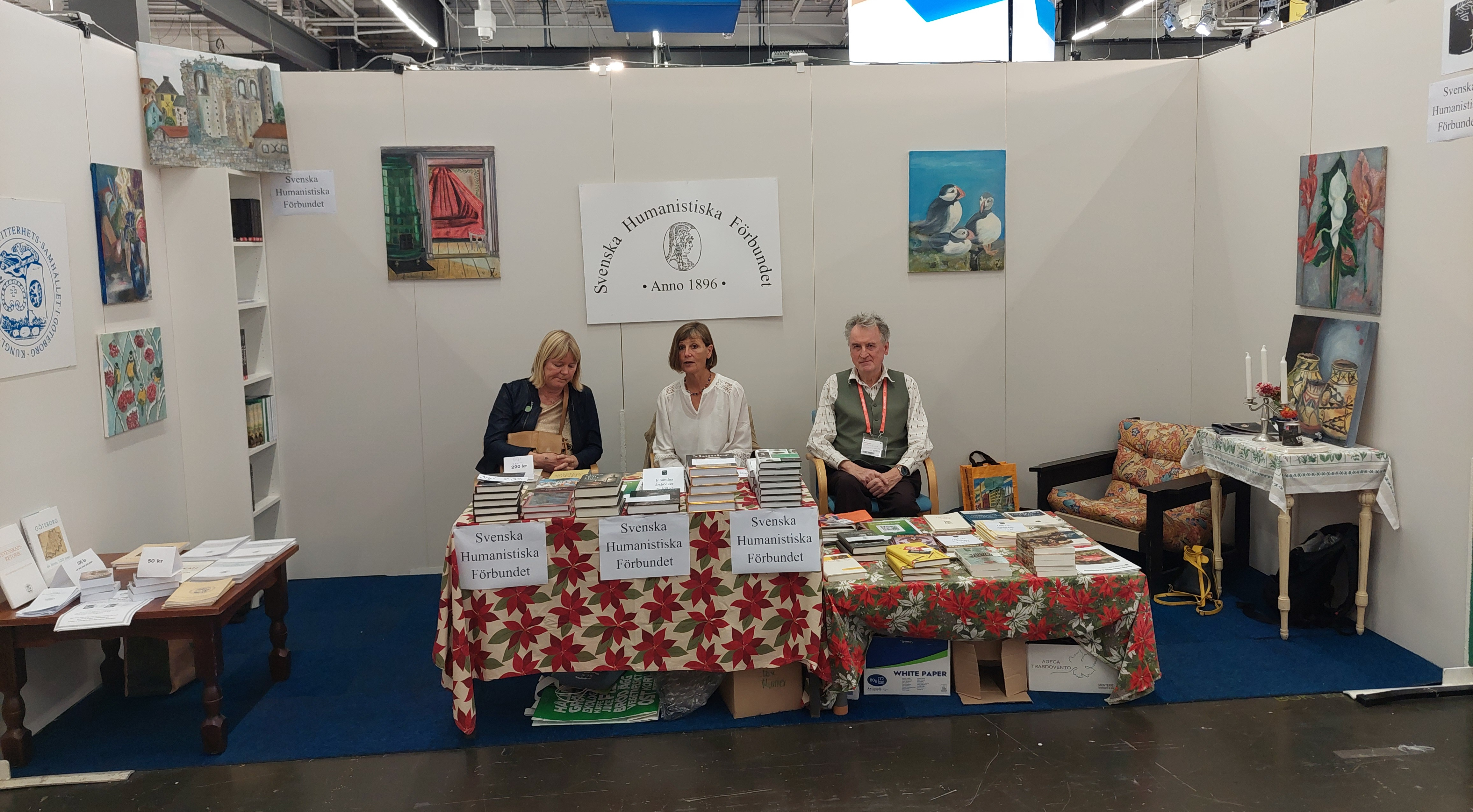
Svenska humanistiska förbundet på Bokmässan 2023

Svenska Humanistiska Förbundet (SHF), är en politiskt och religiöst obunden sammanslutning av lokalförbund som arbetar med humanistisk bildning. Förbundets mål är att hålla de humanistiska idealen från antiken och renässansen levande. Humanism ska enligt förbundet förstås som vidsyn och tolerans, människovärde, tro på bildning som bas för välöverlagda beslut.
Förbundet har också en ursprunglig syn på sekulär humanism formulerad i det första Humanist Manifesto från 1933, som innebär att man kan vara troende men vill hålla isär religion och vetenskap. SHF distanserar sig från den ateistiska betydelse som associeras med förbundet Humanisterna. Förbundets åsikter utvecklas i Om humanismen – en upplysningsskrift av tidigare ordföranden Anders Björnsson.

## Organisation
Svenska Humanistiska Förbundet består av cirka 35 lokalt verksamma förbund (ibland kallade föreningar, samfund, sällskap). Det sammanlagda medlemsantalet uppgår till 3 000. Förbundet har säte och stämma i Stockholm, men vart tredje år äger årshögtiden rum i någon annan stad i landet.

## Historia

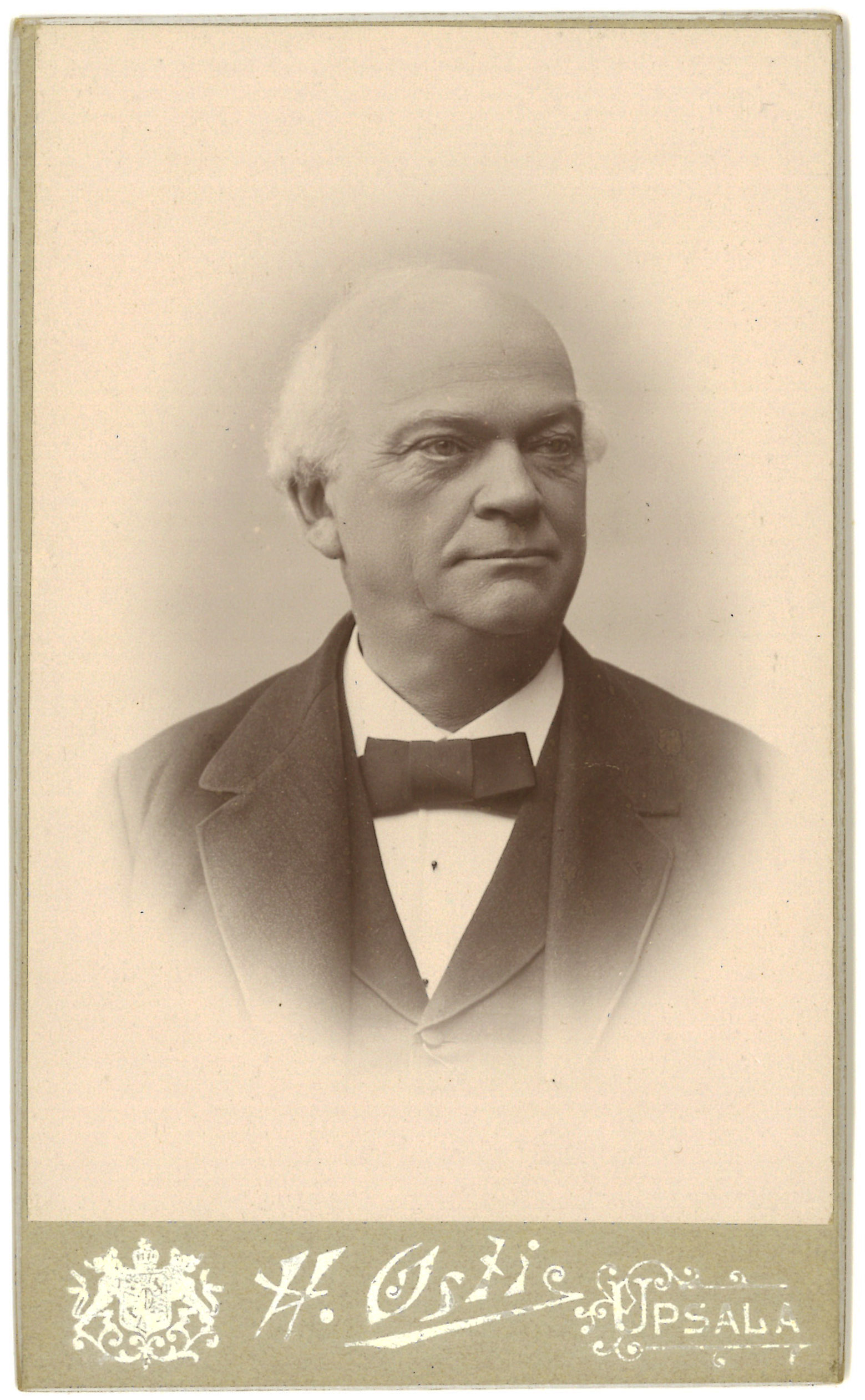
Grundaren Carl Yngve Sahlin.

Förbundet bildades 1896. Grundare och förste ordförande var universitetsläraren och professorn i praktisk filosofi vid Uppsala universitet Carl Yngve Sahlin.  

## Ordförande
- Carl Yngve Sahlin (1896–1914) rektor för Uppsala universitet
- Harald Hjärne (1916–1922) ledamot av Svenska Akademin
- H.S. Nyberg (1944–1958) ledamot av Svenska Akademin
- Elof Ehnmark (1958–1972) docent och chef för Sveriges Radio
- Holger Frykenstedt (1975–1992) litteraturprofessor
- Per A. Sjögren (1992–1996) förlagschef
- Anders Björnsson (1997–2012) chefredaktör
- Margareta Attius Sohlman (2012–2016)  fil.lic slaviska språk
- Katarina Ek-Nilsson (2016– ) fil.dr etnologi

## Svenska humanistiska förbundets pris
Förbundet delar årligen ut Svenska humanistiska förbundets pris till en "yngre person som har utfört ett lovvärt intellektuellt arbete i sann humanistisk anda".
- 2000 – Karl G. Johansson, översättare och medeltidsforskare
- 2001 – Maria Sellberg, latinlärare
- 2002 – Olof Holm, historiker och violinist
- 2003 – Kristoffer Lind, bokförläggare
- 2004 – Reine Lööf, teaterpedagog
- 2005 – Lena Ulrika Rudeke och Lars Sewilius Berg, folkbildare
- 2006 – Domino Kai, dramapedagog
- 2007 – Tomas Bjelkeborn och Viktor Eriksson, ledare för Institutet för digitala konstarter (IDKA) i Gävle
- 2008 – Rebecka Lennartsson, etnolog, fil dr
- 2009 – Simon Sorgenfrei, religionsvetare, kulturförmedlare, översättare och litteraturkritiker
- 2010 – Marcus Carlsson, filmare, skådespelare, regissör, författare
- 2011 – Stina Otterberg, litteraturvetare
- 2012 –  Ellen Weiss, kyrkomusiker
- 2013 – Ola Wikander, teolog och folkbildare
- 2014 – Malte Persson, författare, översättare och litteraturkritiker
- 2015 – Knutte Wester, skulptör, filmare och videokonstnär
- 2016 – Lena Hammargren, översättare och förläggare (Novellix förlag)
- 2017 – Elin Svahn, översättare
- 2018 – Magnus Bremmer, kulturjournalist, litteraturkritiker och litteraturvetare
- 2019 – Alva Dahl, översättare och essäist[5]
- 2020 – Jesper Blid, arkeolog och arkitekturhistoriker
- 2021 – Cecilia Düringer, radiojournalist
- 2022 – Isabella Hallberg-Sramek, forskare[6]
- 2023 – Johan Jönsson, författare, förläggare och wikipedian[7]
- 2024 – Daniel Henningsson, egyptolog
- 2025 – Vanja Karlsson, svensklärare[8]